# Fusionland
Fusionland – trzeci album Tomasza Łosowskiego, wydany w roku 2016 nakładem wydawnictwa Soliton.
Płyta znalazła się wśród najciekawszych polskich albumów roku 2016 wg redakcji portalu Beatit.tv. W „Magazynie Perkusista” (7-8/2018) album znalazł się na 80. miejscu w rankingu „100 polskich płyt najważniejszych dla perkusistów”.

## Lista utworów
Źródło:.
1. „Czasoprzestrzeń”
2. „Latin’s Heart”
3. „Funk Magic”
4. „Fusionland”
5. „Kaszubskie lato”
6. „Łosowski’s Family”
7. „Don’t Stop Now”
8. „Seven Girls”
9. „Życie wieczne”
10. „Jeff and John”

## Autorzy
Źródło:.
- Tomasz Łosowski – perkusja, instr. klawiszowe, programowanie

oraz
- Zbyszek Fil, Aga Burcan – wokal
- Wiktor Tatarek – gitara
- Wojtek Olszak – syntezatory, instr. klawiszowe
- Tomasz Świerk – syntezatory, programowanie
- Janek Rejnowicz, Sławomir Łosowski – syntezatory
- Łukasz Dudewicz, Karol Kozłowski, Michał Grott, Wojtek Pilichowski – bas